# Klaus Sommerfeld
Klaus Sommerfeld (* 4. Februar 1953 in Berlin) ist ein deutscher Autor, Regisseur, Maler und Schauspieler. Seit 1985 arbeitet der Industriekaufmann und Pädagoge freiberuflich.

## Theater und Hörspiel
Sommerfeld hat mehr als 30 Theaterstücke (z. T. in Zusammenarbeit mit Co-Autoren) geschrieben, verlegt u. a. im Deutschen Theaterverlag. Mit Albrecht Metzger gründete er 1988 die Schwabenoffensive Berlin. In den 1990er Jahren entstanden Features und Hörspiele für den SR und den WDR. Seit 1997 steht Sonne, Sterne Mond & Co. mit Sommerfeld als Co-Autor und Regisseur im Planetarium am Insulaner in Berlin auf dem Spielplan. Das „Kosmical“ für Kinder ab sechs Jahren verbindet Musiktheater und Astronomie. Gastspiele fanden 2004/2005 im Adler-Planetarium Chicago, 2007 im Planetarium Miami und 2008 im Franklin Institute in Philadelphia statt.

## TV und Film
Klaus Sommerfeld drehte 1987 als Autor und Regisseur seinen ersten Dokumentarfilm Die letzten Jahre für den SFB. Darüber hinaus entstanden Features, Magazinbeiträge und Comedysketche u. a. für die ARD und RTL. Im Jahr 1993 realisierte er den grotesken 80-minütigen Stummfilm The Refusal über Franz Kafka und Max Brod. Von 1997 bis 1999 arbeitete er als Autor und Schauspieler für die Satireshow Fischers (RTL) mit Ottfried Fischer. Bekannt wurde er durch seine Mitwirkung als Lockvogel der ARD-Samstagabendshow Verstehen Sie Spaß?.

## Malerei
Seit 1982 finden Einzel- und Gruppenausstellungen mit seinen Werken statt. Im Rahmen von Gruppenausstellungen nahm er auch an der International Contemporary Art Fair in Los Angeles teil.

## Veröffentlichungen
- Klaus Sommerfeld: Ölbilder, Assemblagen. Kana Contemporary Art, Berlin 1988.
- (mit Angelika Staudt) Meike, Paul und Moritz. Bilder einer Freundschaft für dicke Freunde und frisch Verliebte. Bernd Bauer, Berlin 1991.
- Der Mond verteilt die Noten: Jubiläumsalmanach. (u. a. mit dem Titelbild und Bilder von Klaus Sommerfeld) Aphaia, Berlin 1993.
- Mitlesebuch 73: Achim Wannicke. Bilder: Klaus Sommerfeld. Aphaia, Berlin 2004.
- Friedenau – Künstlerort und Wohnidyll. Die Geschichte eines Stadtteils: Gudrun Blankenburg, (mit 70 Fotos v. Klaus Sommerfeld), Frieling, Berlin 2006.
- Mythos des Unsichtbaren: Jubiläums-Almanach. 21 Jahre Aphaia-Verlag (u. a.mit einem Gedicht und Bildern von Klaus Sommerfeld). Aphaia, Berlin 2007.
- (mit Wolfgang Chodan, herausgegeben von Angela Leistner:) Henne. Die Geschichte einer Kult-Kneipe. 100 Jahre Alt-Berliner Wirtshaus Henne. Eigenverlag, Berlin 2008.
- Lenas Sternenparty: ein Cosmical für Erdlinge. Klaus Sommerfeld (Text, Liedtexte), Uwe Marth (Text), Stephan Wolff (Musik). Dt. Theaterverlag, Weinheim/Bergstr. 2011[7]
- Mitlesebuch 140: Max Drushinin. Max Drushinin, Gedichte; Klaus Sommerfeld, Malerei. Aphaia, Berlin 2015.